# Bệnh viện 74 Trung ương
Bệnh viện 74 Trung ương do Bộ Y tế thành lập ngày 16 tháng 4 năm 1958, được hình thành từ việc sát nhập phân viện 7 và phân viện 4 của quân đội.
Lịch sử của Bệnh viện gắn liền với các thời kỳ lịch sử đấu tranh giải phóng dân tộc, thống nhất đất nước, xây dựng phát triển và đổi mới nền kinh tế, văn hóa xã hội của nước ta.
Trải qua 60 năm xây dựng phát triển và trưởng thành, qua 2 lần đổi tên cho phù hợp với chức năng nhiệm vụ của mỗi giai đoạn  lịch sử Bệnh viện, cũng như sự phát triển của nền kinh tế, văn hóa xã hội nước nhà. Từ một đơn vị với cơ sở hạ tầng hết sức đơn sơ, nghèo nàn, trang thiết bị y tế lạc hậu và thiếu thốn, đến nay Bệnh viện đã trở thành một trong những bệnh viện chuyên ngành tuyến cuối hàng đầu của cả nước. Cơ sở hạ tầng được xây dựng khang trang, sạch đẹp, nhiều trang thiết bị y tế hiện đại, đội ngũ cán bộ đông đảo với trình độ chuyên môn tay nghề cao, thực hiện được hầu hết các kỹ thuật của chuyên ngành Lao và Bệnh phổi. Ngoài ra, Bệnh viện còn phát triển thêm một số chuyên ngành khác hỗ trợ cho chuyên ngành Lao và Bệnh phổi, đáp ứng nhu cầu khám chữa bệnh ngày càng cao của nhân dân trong thời kỳ công nghiệp hóa, hiện đại hóa đất nước.
Có được những thành tựu đó là nhờ có sự kế thừa truyền thống của các thể hệ lãnh đạo Bệnh viện, sự chỉ đạo sát sao của Bộ Y tế, sự quan tâm ủng hộ của các cấp chính quyền địa phương, đặc biệt là sự đoàn kết, nỗ lực phấn đấu không ngừng của các thế hệ cán bộ viên chức lao động Bệnh viện.